# دوشاخه و پریز برق متناوب
دوشاخه و برقدان (به فرانسوی: prise) دستگاه‌هایی هستند که اجازه می‌دهند دستگاه‌هایی که با برق کار می‌کنند به منبع تغذیه جریان متناوب اصلی در یک ساختمان متصل شوند. دوشاخه‌ها و برقدان های برق در نرخ ولتاژ و آمپر، شکل، اندازه و نوع اتصال متفاوت هستند. انواع استفاده‌شده در هر کشور توسط استانداردهای ملی مشخص می‌شوند.

## مواد سازنده
برای شناخت مواد اولیه به کار رفته در ساخت کلید و پریزها باید با اجزای تشکیل دهنده آن ها آشنا شویم. به‌طور کلی دو شاخه های برق از دو قسمت قاب و شاخه ها و در برخی موارد پیچ ها ساخته شده اند. این در حالی است که پریز برق از بدنه، رویه، بخش داخلی و پیچ های ساخته شده اند. در دوشاخه های برق، کلید ها و پریزها، از فلز و پلاستیک به عنوان مواد اولیه بخش های سازنده این وسایل استفاده می شود.

## انواع پریزهای برق
به‌طور کلی پریزهای برق را می توان به دو دسته پریزهای هوشمند و معمولی تقسیم کرد:

### پریزهای برق هوشمند
پریزهای برق هوشمند انواع مختلفی دارند. برای مثال ساده ترین پریزهای برق هوشمند، تنها شامل تایمر برای زمان بندی قطع و وصل برق هستند. این در حالی است که برخی از پریزهای هوشمند امروزی ممکن است شامل برنامه ریزی های بسیار پیشرفته برای کاهش و یا افزایش جریان و ولتاژ نیز باشند.

### پریزهای معمولی
پریزهای معمولی بسته به کشور محل استفاده شامل استانداردهای مختلفی هستند که برخی از این استانداردها به منظور افزایش ایمنی کودکان و برخی دیگر به منظور افزایش ایمنی وسایل برقی در نظر گرفته می شوند. برخی از انواع پریزهای برق امروزی شامل ورودی کابل یو اس بی نیز هستند، که برق 5 ولت مورد نیاز گوشیهای هوشمند یا موارد مشابه را فراهم می کنند.

## نگارخانه

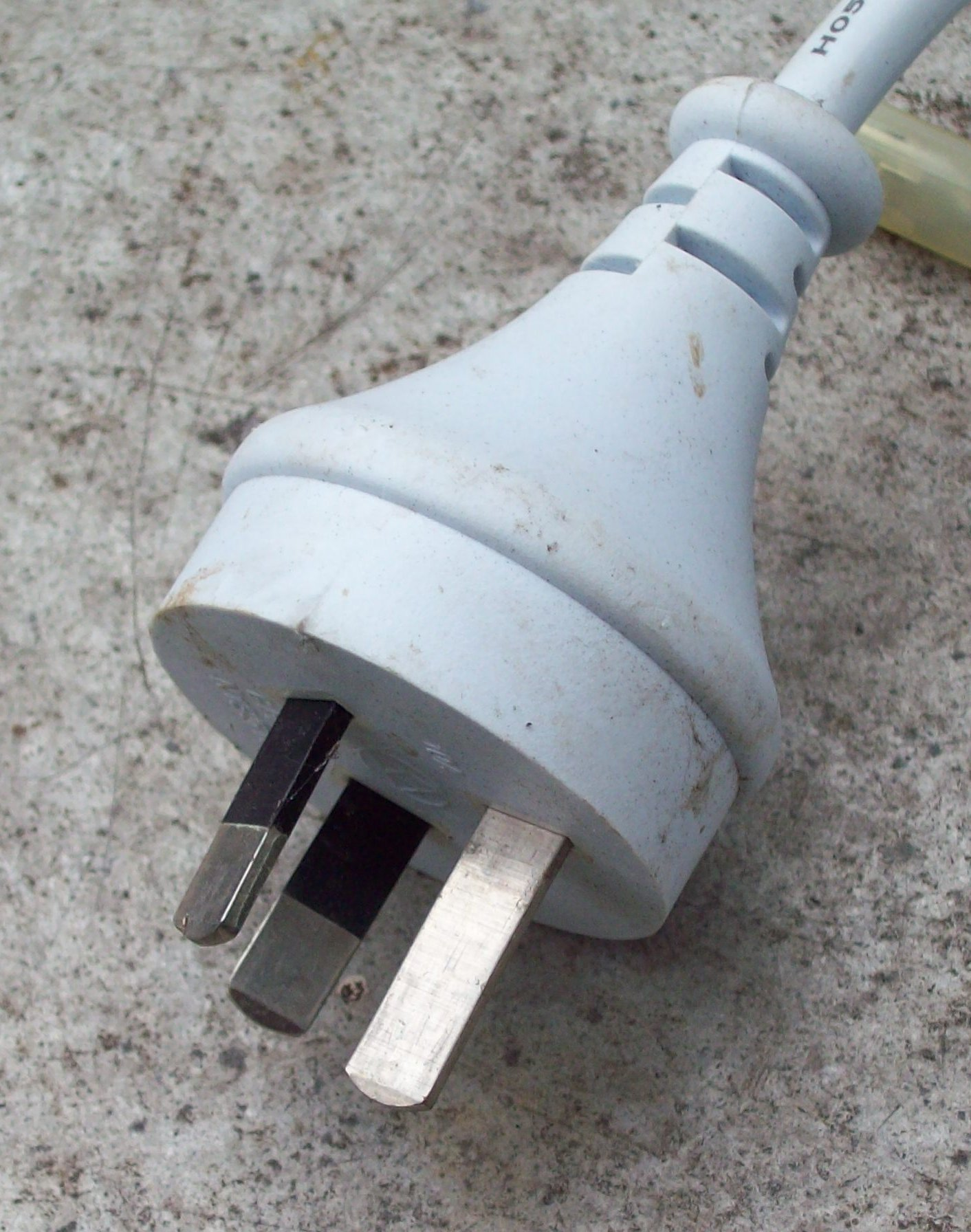
استاندارد ۲۰۰۵ استرالیا
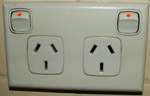
دو شاخه استاندارد استرالیا
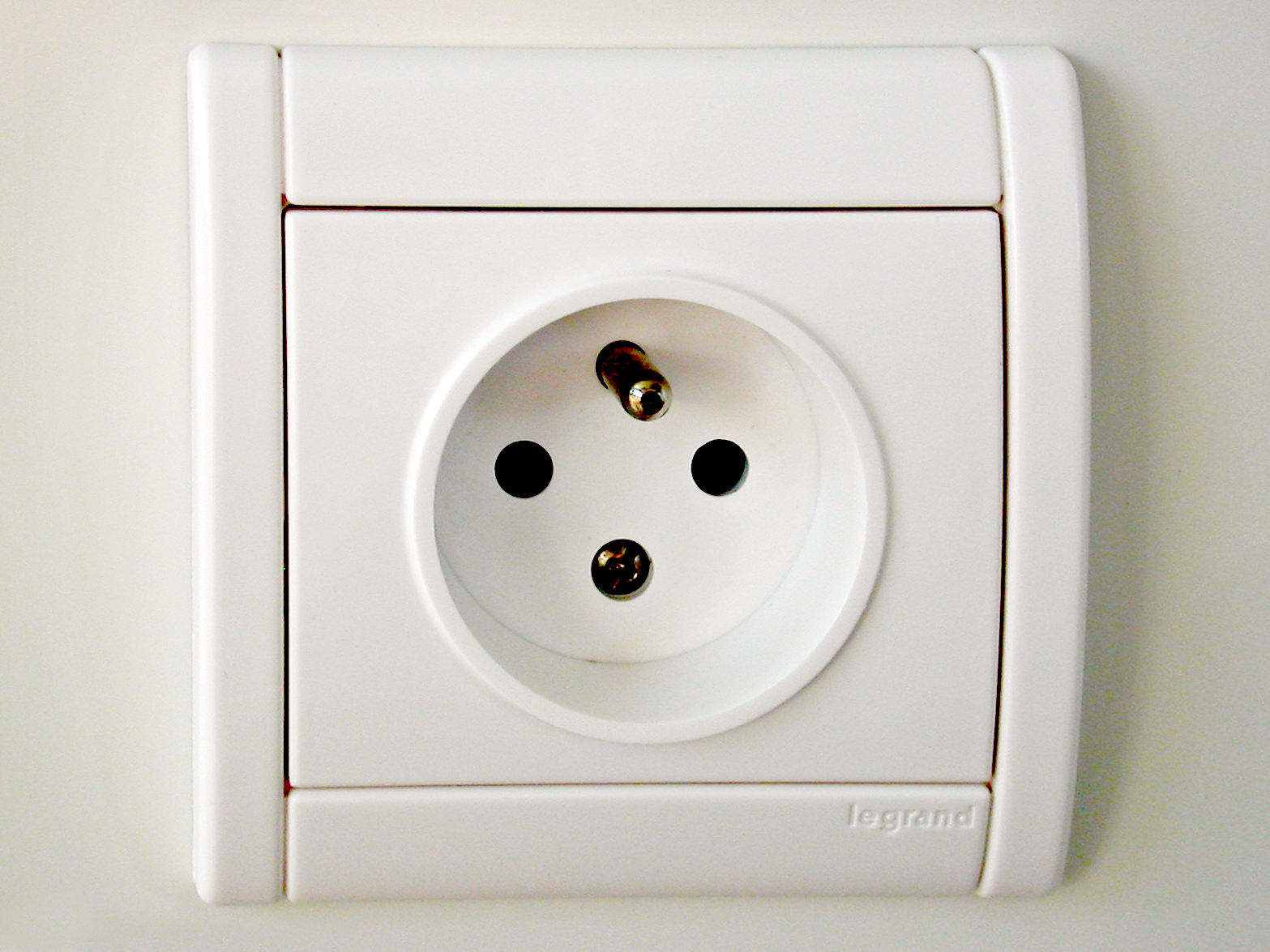
پریز فرانسوی
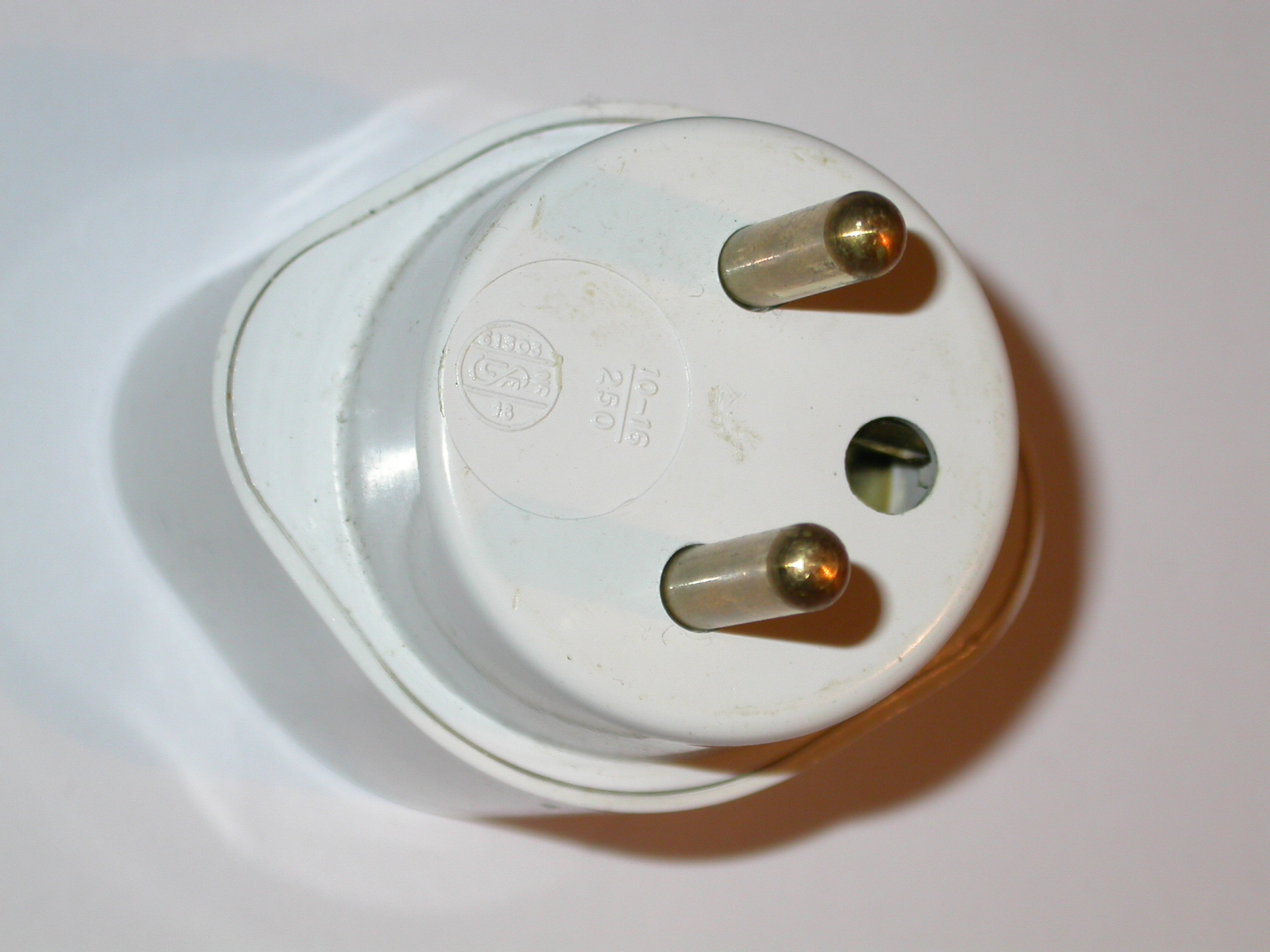
دو شاخه فرانسوی
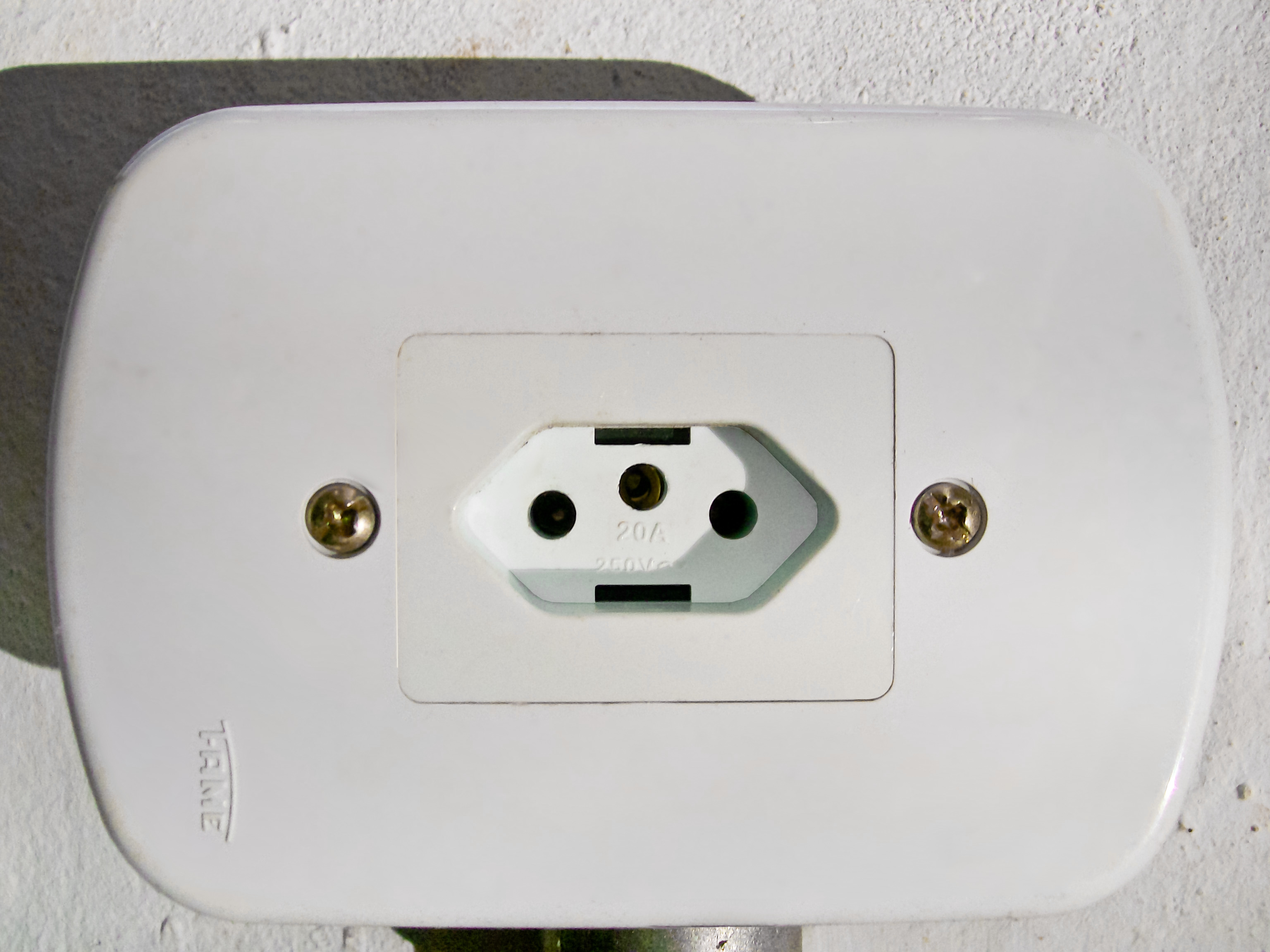
پریز برزیلی
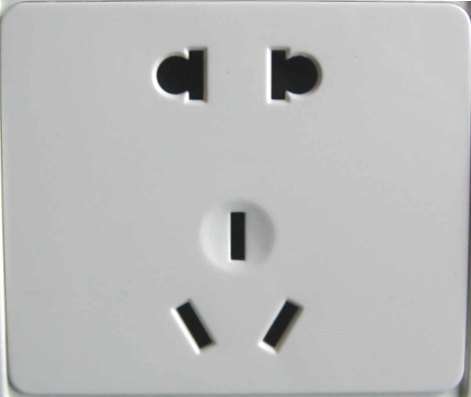
پریز چینی
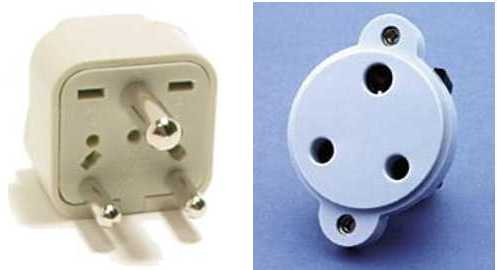
BS 546 ۵ آمپر
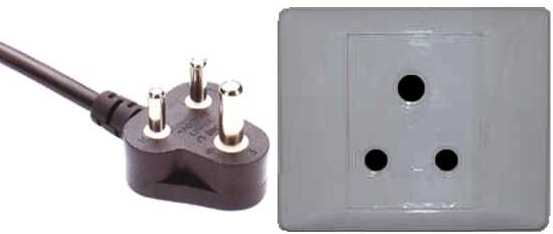
BS 546 ۱۵ آمپر
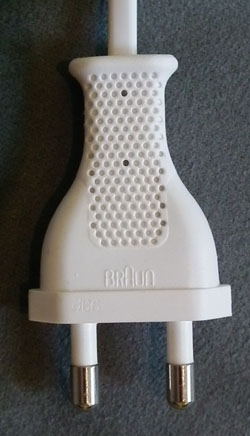
BS 4573
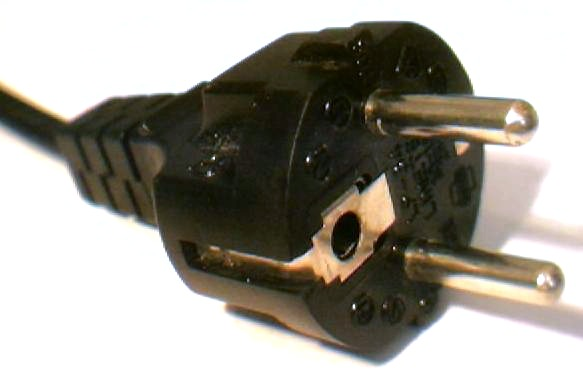
CEE 7/7
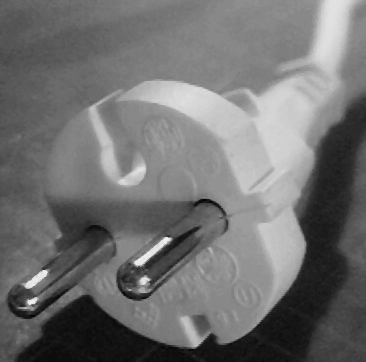
CEE 7/17
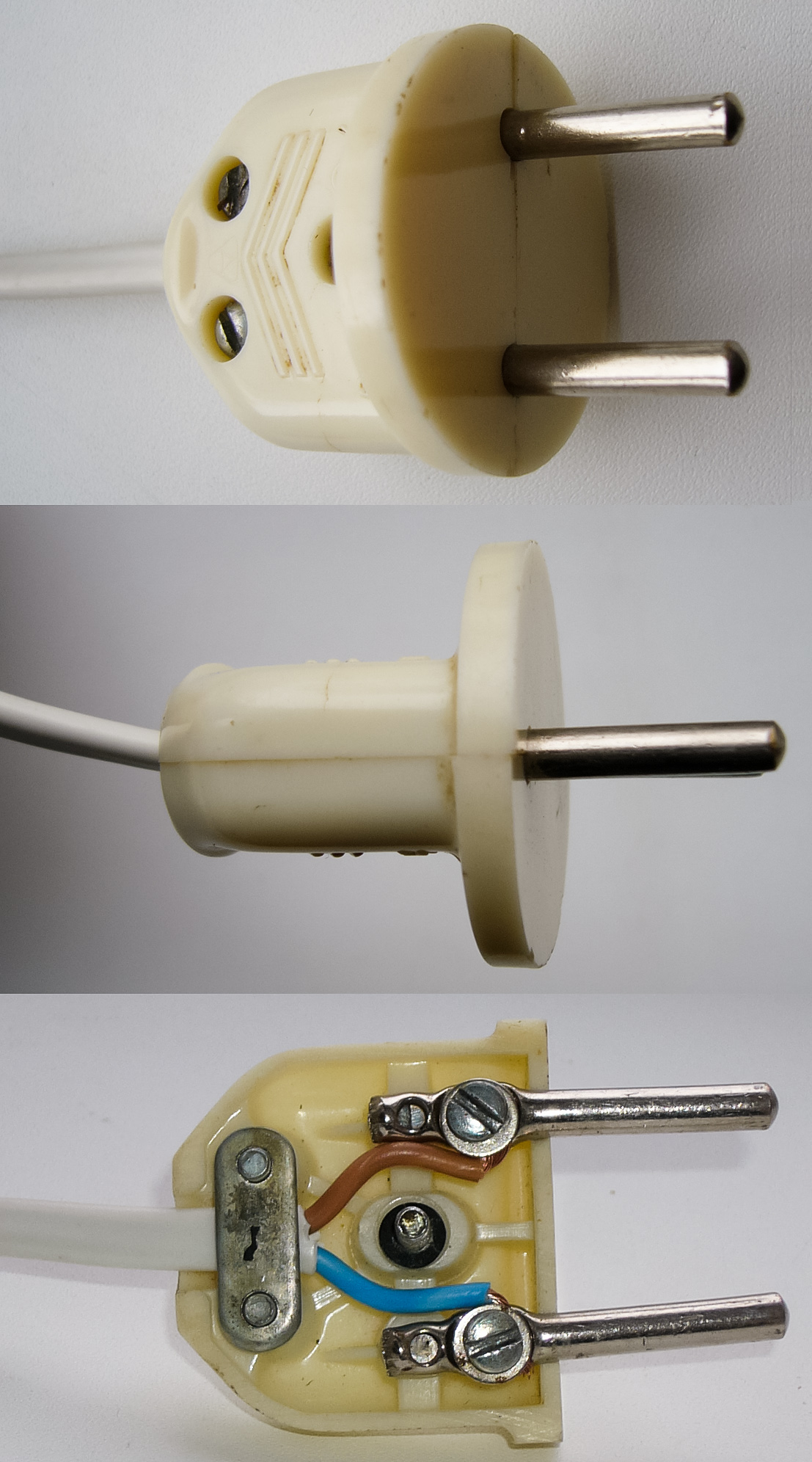
دو شاخه ۲۵۰ ولت شوروی
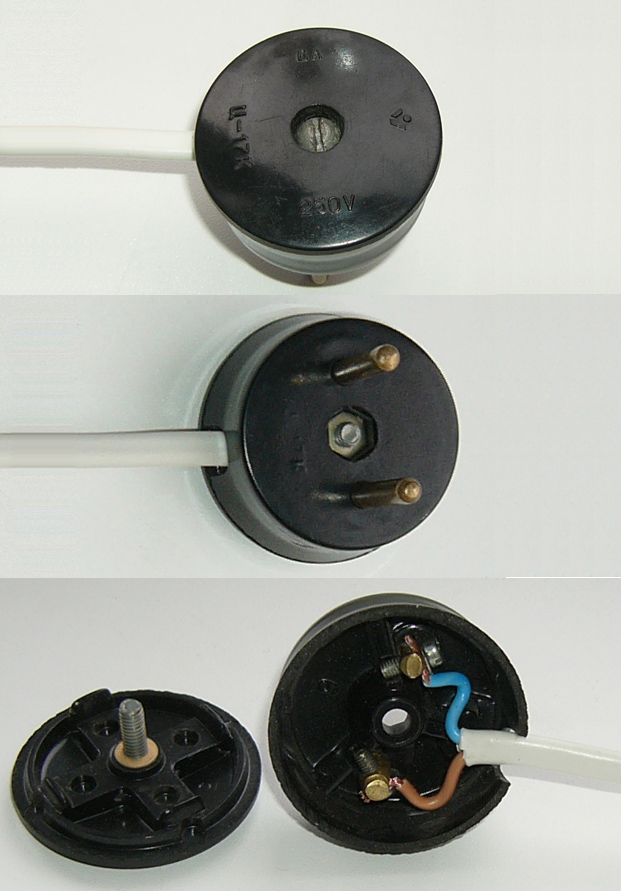
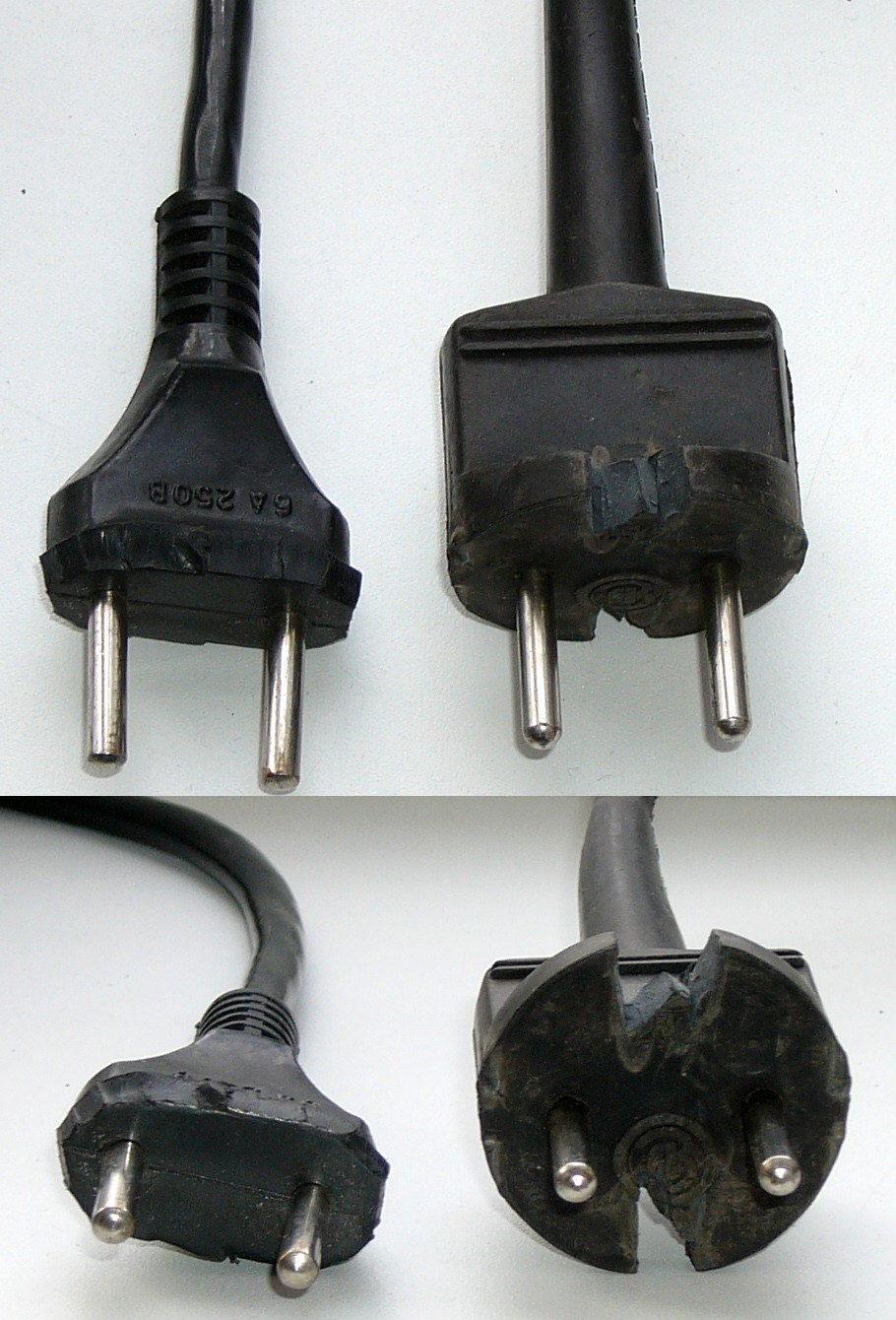
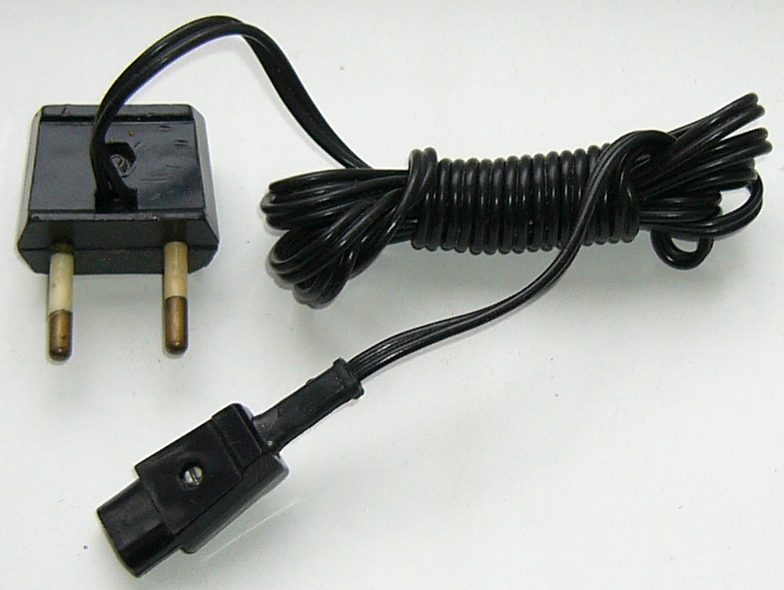